# Peripatetici antichi
Questa è una lista dei filosofi peripatetici antichi in ordine (approssimativamente) cronologico.
| Nome                           | Periodo                                        | Note                                                                                            |
| ------------------------------ | ---------------------------------------------- | ----------------------------------------------------------------------------------------------- |
|                                | Secoli IV, III, II a.C.                        |                                                                                                 |
| Eraclide Pontico               | (385 a.C. – 322 o 310 a.C.)                    | Wehrli lo ha inserito nel VII volume della sua opera, ma si tratta di un discepolo di Platone   |
| Aristosseno di Taranto         | (375 a.C.? – dopo il 322 a.C.)                 | Uno dei principali allievi di Aristotele, scrisse diverse opere sulla musica                    |
| Teofrasto                      | (371 - 287 a.C.)                               | Secondo scolarca del Peripato, autore di libri di botanica e logica                             |
| Eudemo di Rodi                 | (350? - 290? a.C.)                             | Collaboratore di Aristotele ed autore di opere di storia della geometria e della teologia       |
| Dicearco da Messina            | (350 - 290 a.C.)                               | Discepolo di Aristotele, autore di opere filosofico-politiche e geografiche                     |
| Cameleonte di Eraclea Pontica  | (c. 350 - 275 a.C.)                            | Edizione: "Chamaeleontis Heracleotae fragmenta" a cura di David Giordano, Bologna, Patron 1990  |
| Fania di Ereso                 | (IV secolo a.C.)                               | Allievo di Aristotele, filosofo e scienziato                                                    |
| Clearco di Soli                | (IV - III secolo a.C.)                         | Autore di scritti sulle culture orientali e di un'opera Sull'educazione                         |
| Prassifane di Mitilene         | (III secolo a.C. ?)                            | Allievo di Teofrasto, ebbe come discepolo Callimaco                                             |
| Demetrio Falereo               | (345 - 282 a.C.)                               | Oratore, scrisse opere di etica, retorica e letteratura                                         |
| Stratone di Lampsaco           | (335 - 274 a.C.)                               | Fu maestro di Aristarco di Samo, importante la sua teoria del vuoto                             |
| Licone (peripatetico)          | (299 – 225 a.C.)                               | Autore di un'opera Sui caratteri. fu rivale di Ieronimo di Rodi                                 |
| Ieronimo di Rodi               | (290 - 230 a.C.)                               | Fu avversario di Arcesilao e fondò una scuola a indirizzo eclettico                             |
| Sozione il Peripatetico        | (230 a.C. circa – 160 a.C.)                    | Autore delle Successioni dei filosofi di cui restano solo pochi frammenti                       |
| Ermippo di Smirne              | (III - II secolo a.C.)                         | Seguace di Callimaco, scrisse le Vite degli uomini illustri                                     |
| Aristone di Ceo                | (II secolo a.C.)                               | Allievo di Licone                                                                               |
| Critolao                       | (II secolo a.C.)                               | Scrisse sull'etica, avvicinandosi allo Stoicismo                                                |
| Diodoro di Tiro                | (II secolo a.C.)                               | Discepolo di Critolao                                                                           |
| Aristone il Giovane            | (II secolo a.C.)                               | Allievo di Critolao                                                                             |
| Stasea di Napoli               | (II secolo a.C.)                               | Il primo Peripatetico che soggiornò a Roma, secondo Cicerone maestro di Calpurniano             |
|                                | I Secolo a.C.                                  |                                                                                                 |
| Apellicone di Teo              | (? - 84 a.C.)                                  | Bibliofilo, comprò i manoscritti di Aristotele che Neleo di Scepsi aveva ricevuto da Teofrasto  |
| Aristone d'Alessandria         | (I secolo a.C.)                                | Discepolo di Antioco di Ascalona, aderì alla Scuola Peripatetica                                |
| Cratippo di Pergamo            | (I secolo a.C.)                                | Amico di Cicerone, che ne parla nel suo De divinatione                                          |
| Erinneo                        | (I secolo a.C.)                                | Secondo Paul Moraux Probabile scolarca del Peripato dopo Diodoro di Tiro                        |
| Tirannione il Vecchio          | (I secolo a.C.)                                | Grammatico, noto per avere messo in ordine la biblioteca di Cicerone                            |
|                                | I e II Secolo d.C.                             |                                                                                                 |
| Alessandro di Ege              | (I secolo d.C.)                                | Insieme allo stoico Cheromonte fu maestro di Nerone                                             |
| Andronico di Rodi              | (I secolo d.C.)                                | Ha curato l'edizione del Corpus aristotelicum                                                   |
| Boeto di Sidone (peripatetico) | (c. 75 a.C. - 10 d.C.)                         | Discepolo di Andronico di Rodi                                                                  |
| Ario Didimo                    | (I secolo d.C.)                                | Filosofo romano, insegnante di Augusto la sua opera è una sintesi di stoicismo ed aristotelismo |
| Nicola di Damasco              | (I secolo d.C.)                                | Autore di una Storia universale e di un'opera Sulla filosofia di Aristotele                     |
| Senarco di Seleucia            | (I secolo d.C.)                                | Negò l'esistenza dell'etere                                                                     |
| Adrasto d'Afrodisia            | (prima metà del II secolo)                     | Scrisse sull'ordinamento degli scritti di Aristotele e commentò alcune su opere                 |
| Aristocle di Messene           | (II secolo d.C.)                               | Scrisse un'esposizione delle scuole filosofiche di cui restano alcuni frammenti                 |
| Aspasio                        | (II secolo d.C.)                               | Commentatore di alcune opere di Aristotele, in particolare l'Etica nicomachea                   |
| Ermino                         | (II secolo d.C.)                               | Allievo di Aspasio e maestro di Alessandro di Afrodisia                                         |
| Sosigene                       | (II secolo d.C.)                               | Autore di uno scritto Sulle sfere dei pianeti                                                   |
| Tolomeo Efestione o Chenno     | (inizio II secolo d.C. – metà II secolo d.C.?) | La sua opera Storia nova è riassunta da Fozio di Costantinopoli nella sua Biblioteca            |
| Alessandro di Afrodisia        | (II - III secolo d.C.)                         | Il più importante dei commentatori delle opere di Aristotele                                    |